# Jussi Kurikkala
Juho Samuli „Jussi” Kurikkala (ur. 12 sierpnia 1912 w Kalajoki, zm. 10 marca 1951 w Helsinkach) – fiński biegacz narciarski i lekkoatleta, trzykrotny medalista mistrzostw świata w narciarstwie klasycznym.

## Kariera
W 1948 roku wystartował na letnich igrzyskach olimpijskich w Londynie, gdzie zajął 13. miejsce w maratonie. Był to jego jedyny start olimpijski. Jego rekord życiowy w tej konkurencji wynosił 2:34:47 (1946).
Zdobył trzy medale na mistrzostwach świata w narciarstwie klasycznym. Na mistrzostwach w Chamonix wspólnie z Pekką Niemim, Klaesem Karppinenem i Kalle Jalkanenem wywalczył srebrny medal w sztafecie 4 × 10 km, a w biegu na 18 km techniką klasyczną zajął piąte miejsce. Rok później, podczas mistrzostw świata w Lahti wraz z Marttim Lauronenem, Paulim Pitkänenem i Klaesem Karppinenem zdobył złoty medal w sztafecie. W indywidualnych startach zajął szóste miejsce w biegu na 18 km oraz siódme na dystansie 50 km. Startował także na mistrzostwach świata w Zakopanem w 1939 roku, gdzie zdobył złoty medal w biegu na 18 km stylem klasycznym wyprzedzając, swego rodaka, drugiego na mecie Klaesa Karppinena oraz brązowego medalistę Carla Pahlina ze Szwecji.
Zdobył także dwa złote medale (na 50 km i w sztafecie 4 × 10 km) oraz jeden srebrny (na 18 km) na mistrzostwach w Cortina d'Ampezzo. Podczas spotkania we francuskim mieście Pau, FIS zadecydowała jednak, że wyniki z tych mistrzostw nie będą wliczane do klasyfikacji ogólnej, gdyż liczba zawodników była zbyt mała.

## Osiągnięcia w biegach narciarskich

### Mistrzostwa świata
| Miejsce | Dzień     | Rok  | Miejscowość | Konkurencja          | Czas biegu | Strata | Zwycięzca       |
| ------- | --------- | ---- | ----------- | -------------------- | ---------- | ------ | --------------- |
| 5.      | 14 lutego | 1937 | Chamonix    | 18 stylem klasycznym | 1:11.21    | +3:01  | Lars Bergendahl |
| 2.      | 18 lutego | 1937 | Chamonix    | Sztafeta 4 × 10 km   | 3:06:07    | +0:57  | Norwegia        |
| 6.      | 25 lutego | 1938 | Lahti       | 18 stylem klasycznym | 1:09:37    | +1:49  | Pauli Pitkänen  |
| 7.      | 27 lutego | 1938 | Lahti       | 50 stylem klasycznym | 4:06:09    | +11:47 | Kalle Jalkanen  |
| 1.      | 28 lutego | 1938 | Lahti       | Sztafeta 4 × 10 km   | 2:38:42    | -      | -               |
| 1.      | 15 lutego | 1939 | Zakopane    | 18 stylem klasycznym | 1:05:30    | -      | -               |

## Osiągnięcia w lekkoatletyce

### Igrzyska olimpijskie
| Miejsce | Dzień      | Rok  | Miejscowość | Konkurencja | Wynik   | Strata  | Zwycięzca     |
| ------- | ---------- | ---- | ----------- | ----------- | ------- | ------- | ------------- |
| 13.     | 7 sierpnia | 1948 | Londyn      | Maraton     | 2:42:48 | +7:56,4 | Delfo Cabrera |